# 松平頼孝
松平 頼孝（まつだいら よりなり、1876年6月7日 - 1945年8月11日）は、日本の鳥類学者、収集家、子爵。

## 略歴
常陸石岡藩主松平頼策の子として生まれ、1886年11月1日襲爵する。幼い頃から動物を好み、主猟官に任じられてから鳥の研究に没頭するようになる。
聴講生として東京帝国大学理科大学動物学科に学び、飯島魁教授に師事した。1912年、日本鳥学会設立に参加。
1916年、東京市小石川区の自邸に標本館を建て、標本蒐集に熱中した。日本産の鳥全種類の標本を集めた他、アメリカやニューギニアに代理人を派遣して外国の鳥の標本をも蒐集し、学術的に極めて価値が高い膨大なコレクションを築き上げた。このほか、カニ類の標本やマッチのラベルや切手の収集にも情熱を燃やした。鳥類学者としてはオオトウゾクカモメやクロウミツバメを発見している。
しかし、蒐集や剥製作りに資金を注ぎ込みすぎた上、投資の失敗や遊蕩や知人からの裏切りなどが重なって、1926年に破産した。2700坪の邸宅と1万坪の所有地を売却することを余儀なくされ、剥製2000点、学術用半剥製1万7000点にのぼる貴重なコレクションは鷹司信輔や山階芳麿、蜂須賀正氏のもとに分割売却しなければならなかった。同じ時期に右目を失明している。
以後は鳥の研究からほとんど手を引いたが、晩年は息子や孫の勧めでチョウの生態研究に情熱を燃やした。終戦の4日前に胃潰瘍で死去した。享年69。

## 栄典
- 1896年（明治29年）6月20日 - 従五位[1]
- 1914年（大正3年）7月10日 - 正四位[2]
- 1945年（昭和20年）1月15日 - 御紋付木杯[3]

## 家族
妻治子は、公爵徳大寺実則（さねつね）の四女。妻の姉順子（おさこ）は、鷹司信輔の母。長男の松平頼則は作曲家。孫の松平頼暁も作曲家で生物物理学者、立教大学教授。